# Ґлоґовінець
Ґлоґовінець (пол. Głogowiniec) — село в Польщі, у гміні Кциня Накельського повіту Куявсько-Поморського воєводства.
Населення — 112 осіб (2011).
У 1975-1998 роках село належало до Бидгощського воєводства.

## Демографія
Демографічна структура станом на 31 березня 2011 року:
|          | Загалом | Допрацездатний вік | Працездатний вік | Постпрацездатний вік |
| -------- | ------- | ------------------ | ---------------- | -------------------- |
| Чоловіки | 61      | 16                 | 40               | 5                    |
| Жінки    | 51      | 15                 | 28               | 8                    |
| Разом    | 112     | 31                 | 68               | 13                   |